# Città di Como Challenger 2010
Il Città di Como Challenger 2010 è un torneo professionistico di tennis maschile giocato sulla terra rossa, che faceva parte dell'ATP Challenger Tour 2010. Si è giocato a Como in Italia dal 30 agosto al 5 settembre 2010.

## Partecipanti

### Teste di serie
| Nazionalità | Giocatore            | Ranking* | Testa di serie |
| ----------- | -------------------- | -------- | -------------- |
| Paesi Bassi | Robin Haase          | 97       | 1              |
| Italia      | Filippo Volandri     | 101      | 2              |
| Italia      | Paolo Lorenzi        | 104      | 3              |
| Germania    | Julian Reister       | 106      | 4              |
| Belgio      | Steve Darcis         | 110      | 5              |
| Spagna      | Albert Ramos Viñolas | 119      | 6              |
| Romania     | Adrian Ungur         | 122      | 7              |
| Portogallo  | Rui Machado          | 126      | 8              |

- Ranking al 23 agosto 2010.

### Altri partecipanti
Giocatori che hanno ricevuto una wild card:
- Paolo Lorenzi
- Thomas Muster
- Matteo Trevisan
- Filippo Volandri

Giocatori che hanno ricevuto una alternate:
- Juan-Martín Aranguren
- Andrea Arnaboldi
- Daniele Giorgini

Giocatori che hanno ricevuto uno special exempt:
- Alberto Brizzi
- David Goffin

Giocatori passati dalle qualificazioni:
- Johannes Ager
- Gianluca Naso
- Cedrik-Marcel Stebe
- Walter Trusendi

## Campioni

### Singolare
Robin Haase ha battuto in finale  Ivo Minář con il punteggio di 6–4, 6–3.

### Doppio
Frank Moser /  David Škoch hanno battuto in finale  Martin Emmrich /  Mateusz Kowalczyk con il punteggio di 5–7, 7–6(2), [10–5].